# Helena Margaretha Hutschenruijter
Helena Margaretha Hutschenruijter (Rotterdam, 30 januari 1831 – aldaar, 11 augustus 1859) was een Nederlands sopraan.
Ze was dochter van Wouter Hutschenruijter en Huiberdina de Haas. Broer Willem Jacob Hutschenruijter ging ook de muziek in. 
Ze kreeg haar eerste opleiding van haar vader Wouter Hutschenruijter, aan de Muziekschool van de Maatschappij tot Bevordering der Toonkunst en daarna van zangeressen Jenny Lind en Anna Bochkoltz-Falconi. Ze trad in geheel Nederland op, als solist dan wel als onderdeel van een zangkwartet. 
Zij zong bijvoorbeeld liederen van haar vader te Middelburg (1856), maar ook aria’s uit de opera Der Freischütz van Carl Maria von Weber (Felix Meritis, Amsterdam (1857)). In november 1858 zong ze in Rotterdam als "honorair lid" van het koor van de Maatschappij tot Bevordering der Toonkunst, op het programma stond toen de Vier geestelijke liederen met Hollandschen tekst van Johannes Verhulst. In januari 1859 trad ze ook nog op in werk van Verhulst, dit maal met Psalm 84 voor sopraan, koor en orkest; volgens de recensie in muziekblad Caecilia zong ze in de Rotterdamse concertzaal van de Maatschappij tot nut van ’t algemeen verdienstelijk. Haar loopbaan werd afgebroken door haar vroege overlijden aan longtuberculose.